# Меркенський сільський округ
Мерке́нський сільський округ (каз. Мерке ауылдық округі, рос. Меркенский сельский округ) — адміністративна одиниця у складі Меркенського району Жамбильської області Казахстану. Адміністративний центр — село Мерке.
Населення — 17303 особи (2021; 13723 у 2009, 13008 у 1999, 16889 у 1989).
Станом на 1989 рік існувала Меркенська сільська рада (села Жданово, Мерке, Санаторне). 2004 року зі складу Меркенського сільського округу було виділене село Турара Рискулова для утворення окремого Турар-Рискуловського сільського округу.

## Склад
До складу округу входять такі населені пункти:
| Населений пункт         | Старі назви | Населення, осіб (1989) | Населення, осіб (1999) | Населення, осіб (2009) | Населення, осіб (2021) |
| ----------------------- | ----------- | ---------------------- | ---------------------- | ---------------------- | ---------------------- |
| Мерке, село             | -           | 16726                  | 12882                  | 13467                  | 17133                  |
| Мерке, санаторне селище | Санаторне   | 163                    | 126                    | 256                    | 170                    |